# Euploea buitendijki
Euploea buitendijki är en fjärilsart som beskrevs av Van Eecke 1915. Euploea buitendijki ingår i släktet Euploea och familjen praktfjärilar. Inga underarter finns listade i Catalogue of Life.